# Haplophryne mollis
Haplophryne mollis is een straalvinnige vissensoort uit de familie van de linophryden (Linophrynidae). De wetenschappelijke naam van de soort is voor het eerst geldig gepubliceerd in 1902 door Brauer.